# Eddie Jemison

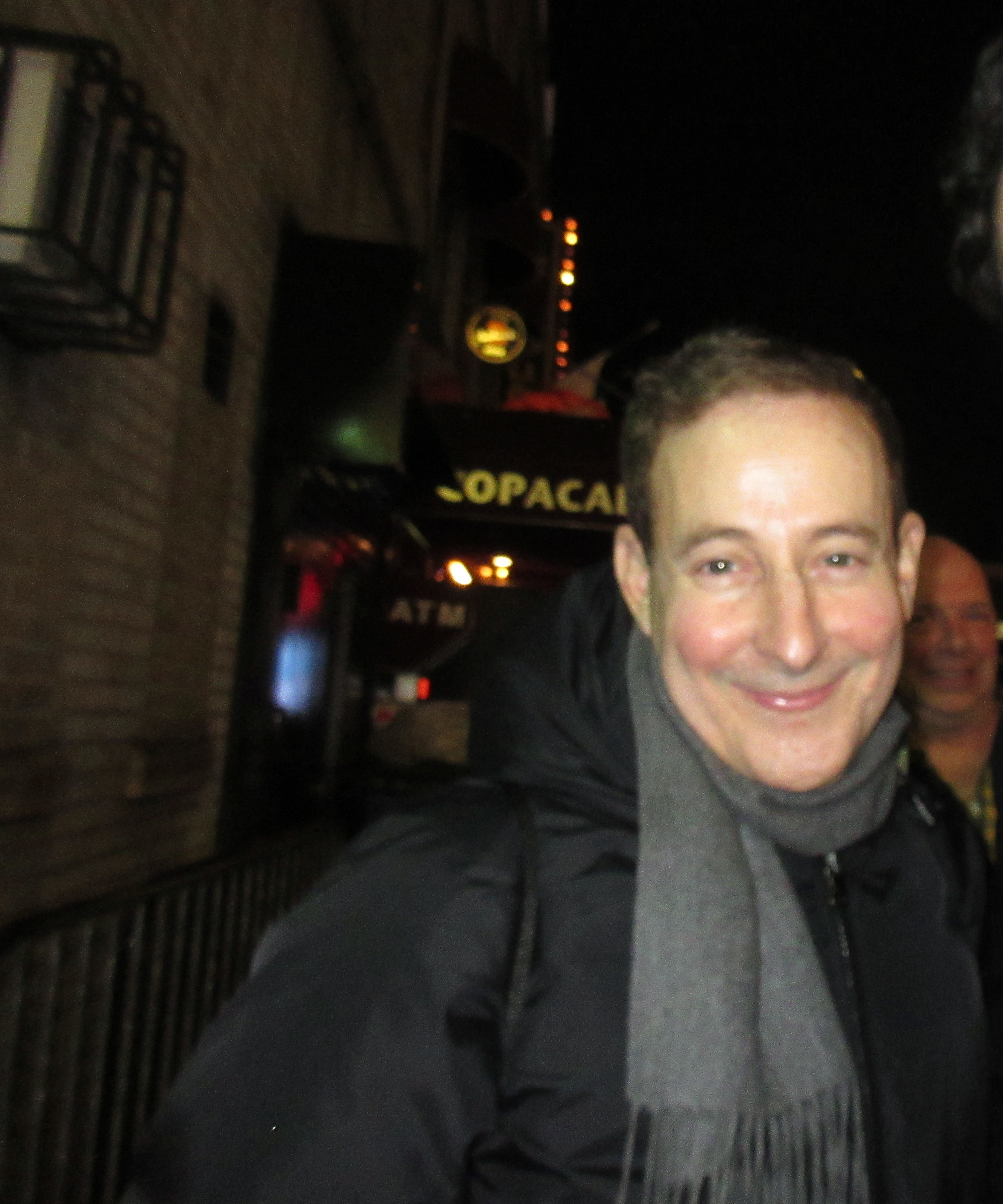
Eddie Jemison (2019)

Edward „Eddie“ Francis Jemison, Jr. (* 25. November 1963 in New Orleans, Louisiana) ist ein US-amerikanischer Schauspieler und Musiker, der vor allem durch seine Rollen in der Ocean’s-Eleven-Reihe und der Fernsehserie Hung – Um Längen besser bekannt wurde.

## Leben
Eddie Jemison, der irischer und italienischer Herkunft ist, wurde in New Orleans als Sohn von Rosalie (geborene Centanni) und Edward Francis Jemison geboren und wuchs in Kenner auf. Nach dem Besuch einer katholischen Schule studierte er an der Louisiana State University, wo er mit einem Bachelor Of Arts abschloss.
Jemison spielte für die Band Love Kit Gitarre und sang auch einige Stücke. Seine Arbeit als Schauspieler begann er mit mehreren Gastauftritten in der Sendung Late Night with David Letterman. Sein Filmdebüt feierte Jemison 1996 im Film Schizopolis. Er wurde im Abspann jedoch nicht erwähnt.
Nach der Jahrtausendwende gewann Jemison Aufträge für international bekannte Filme, wie etwa 2001 Ocean’s Eleven. In den folgenden Jahren spielte er auch in den beiden Fortsetzungen als Livingston Dell mit. In jüngerer Zeit wirkte Jemison im Film Der Informant! mit und spielte dabei unter anderem mit Matt Damon zusammen, mit dem er schon für die Ocean’s-Reihe zusammenarbeitete.
Von 2009 bis 2011 war er in der Fernsehserie Hung – Um Längen besser als Ronnie Haxon Teil der Stammbesetzung. Dort agierte er an der Seite von Thomas Jane, mit welchem er einige Jahre zuvor schon in der Comicverfilmung The Punisher zu sehen gewesen war. Als Theaterdarsteller wirkte Jemison neben seiner Karriere beim Film und Fernsehen vor allem auf den Theaterbühnen Chicagos in verschiedenen Aufführungen mit.
Jemison lebt in Los Angeles, ist verheiratet und Vater zweier Kinder.

## Filmografie (Auswahl)
- 1996: Schizopolis
- 1997: Das Relikt (The Relic)
- 2001: Ocean’s Eleven
- 2003: Bruce Allmächtig (Bruce Almighty)
- 2004: The Punisher
- 2004: Ocean’s 12 (Ocean’s Twelve)
- 2007: Jennas Kuchen – Für Liebe gibt es kein Rezept (Waitress)
- 2007: Ocean’s 13 (Ocean’s Thirteen)
- 2009: Lightbulb
- 2009: Der Informant! (The Informant!)
- 2009: Criminal Minds (Fernsehserie, Episode 5x08)
- 2009–2011: Hung – Um Längen besser (Hung, Fernsehserie, 29 Episoden)
- 2010: Miss Nobody
- 2010: Donna’s Revenge (Fernsehserie, 8 Episoden)
- 2011: Svetlana (Fernsehserie, Episode 2x10)
- 2013: Grey’s Anatomy (Fernsehserie, 2 Episoden)
- 2013: Liberace – Zu viel des Guten ist wundervoll (Behind the Candelabra)
- 2013: Crossing Lines (Fernsehserie, 2 Episoden)
- 2013: All American Christmas Carol
- 2014: Veronica Mars
- 2014–2016: Englishman in L.A. (Fernsehserie, 3 Episoden)
- 2015: Rizzoli & Isles (Fernsehserie, Episode 6x06)
- 2015–2020: iZombie (Fernsehserie, 12 Episoden)
- 2016: War Dogs
- 2017: High and Outside
- 2017: Burning Dog
- 2017: Amelia 2.0
- 2017: WTF: World Thumbwrestling Federation (Dokumentation)
- 2022: Nope
- 2023: Magnum P.I. (Fernsehserie, Episode 5x08)
- 2024: 9-1-1: Notruf L.A. (9-1-1, Fernsehserie, 2 Episoden)